# Mexico (Missouri)
Mexico település az Amerikai Egyesült Államok Missouri államában, Audrain megyében, melynek megyeszékhelye is. Lakosainak száma 11 469 fő (2020. április 1.).
A települést 1855-ben várossá (town) nyilvánították, 1874-ben kapta meg a city rangot.

## Népesség
A település népességének változása:

| 2010 | 11 543 |
| 2020 | 11 469 |

## Híres emberek
- Christopher Samuel Bond, republikánus párti politikus (szenátor és kormányzó) és ügyvéd
- Tyronn Lue(wd), kosárlabdázó, NBA-bajnok, edző
- Xenophon P. Wilfley, az Egyesült Államok szenátora